# Тодор Ганчев
Тодор Велков Ганчев е български учител и обществен деец.

## Биография
Роден е на 25 декември 1866 година в село Смолско. Завършва началното образование в родното си село. През 1881 година посещава двумесечен педагогически курс в София.
В продължение на 2 години учителства в селата Смолско и Караполци. През 1888 година завършва Педагогическото училище в Кюстендил (1886 – 1888), а през 1891 година педагогическия курс на Висшето училище в София. Учителства в Силистренското педагогическо училище (1891/1892), Варненската девическа гимназия (1892 – 1900). Директор е на Първа Софийска девическа прогимназия (1909 – 1916), член е на учебния комитет при Министерството на народното просвещение (1916 – 1920), директор и учител в VIII основно училище „Т. Минков“ (1920 – 1922), учител в VII основно училище (1922 – 1923), директор на българското училище в Букурещ, Румъния. Умира след 1941 година.